# 1938年中支那派遣軍戰鬥序列
1938年中支那派遣軍戰鬥序列為中国抗日战爭第一期第三階段，投入華中戰場的日軍戰鬥序列。此序列編成於1938年，以武漢會戰等華中地區戰鬥為主要目標，而該派遣軍的總司令官為畑俊六

## 戰鬥序列簡介
- 中支那派遣軍總司令：畑俊六
- 第十一軍：岡村寧次
  - 第06師團
  - 第09師團
  - 第10師團
  - 第13師團
  - 第14師團
  - 第15師團
  - 第16師團
  - 第17師團
  - 第18師團
  - 第20師團
  - 第21師團
  - 第22師團
  - 第26師團
  - 第27師團
  - 第101師團
  - 第104師團
  - 第106師團
  - 第108師團
  - 第109師團
  - 第110師團
  - 第114師團
  - 第116師團
  - 近衛師團

- - 獨立第二旅團
  - 獨立第三旅團
  - 獨立第五旅團
  - 後備第一兵團
  - 後備第二兵團

- - 波田支隊
  - 野戰重砲十三聯隊